# بلو چیپ
بلو چیپ، (به انگلیسی: blue chip) بر پایه تعریف بازار بورس نیویورک به انواعی از سهام ابر شرکت‌ها گفته می‌شود، که از نظر کیفیت، اطمینان، قابلیت و توانایی سودآوری شهرتی ملی را دارا باشند.
ده‌ها سال است که نام بلو چیپ به این نوع از سهام اطلاق می‌شود. این عبارت از بازی پوکر به عاریت گرفته شده. در پوکر بیشترین و ارزشمندترین امتیاز را چیپ‌های آبی دارند.
سهام بلو چیپ معمولاً مربوط به شرکت‌هایی است که محصولات و خدماتشان بسیار گسترده و همه‌گیر هستند و طرفداران بسیار زیادی در سراسر جهان دارند و حتی در دوره‌های رکود اقتصادی هم سودده هستند. 
مشهورترین شاخص در ایالات متحده آمریکا، که اعضای تشکیل دهنده آن، بلوچیپ محسوب می‌شوند، میانگین صنعتی داو جونز می‌باشد، که از ۳۰ شرکت دارای بالاترین میزان ارزش بازار تشکیل می‌شود و هر یک از آنها، پیشروهای صنعت خود به‌شمار می‌آیند.